# (3896) Pordenone
(3896) Pordenone (1987 WB) – planetoida z pasa głównego asteroid okrążająca Słońce w ciągu 5,21 lat w średniej odległości 3 j.a. Odkrył ją Johann Baur 18 listopada 1987 roku.